# مانولو کاراسکو
مانولو کاراسکو (انگلیسی: Manolo Carrasco؛ زاده ۱۵ مارس ۱۹۷۱) یک نوازنده پیانو اهل اسپانیا است.